# Comuna de Jordanów
Jordanów (polaco: Gmina Jordanów) é uma gminy (comuna) na Polónia, na voivodia de Pequena Polónia e no condado de Suski.
De acordo com os censos de 2004, a comuna tem 10 431 habitantes, com uma densidade 112,6 hab/km².

## Área
Estende-se por uma área de 92,65 km², incluindo:
- área agricola: 53%
- área florestal: 41%

## Demografia
Dados de 30 de Junho 2004:
|                      | Total   | Total | Mulheres | Mulheres | Homens  | Homens |
| -------------------- | ------- | ----- | -------- | -------- | ------- | ------ |
|                      | pessoas | %     | pessoas  | %        | pessoas | %      |
| População            | 10 431  | 100   | 5230     | 50,1     | 5201    | 49,9   |
| Densidade (pop./km²) | 112,6   | 100   | 56,4     | 56,4     | 56,1    | 56,1   |

De acordo com dados de 2002, o rendimento médio per capita ascendia a 1277,69 zł.

## Comunas vizinhas
- Bystra-Sidzina, Jordanów, Lubień, Maków Podhalański, Raba Wyżna, Spytkowice, Tokarnia